# Guido Grandi

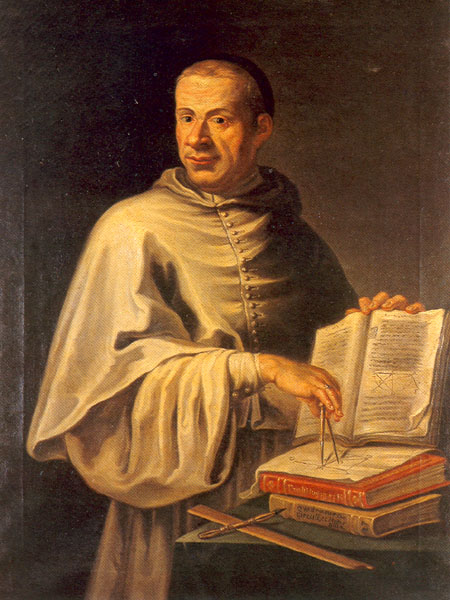
Guido Grandi

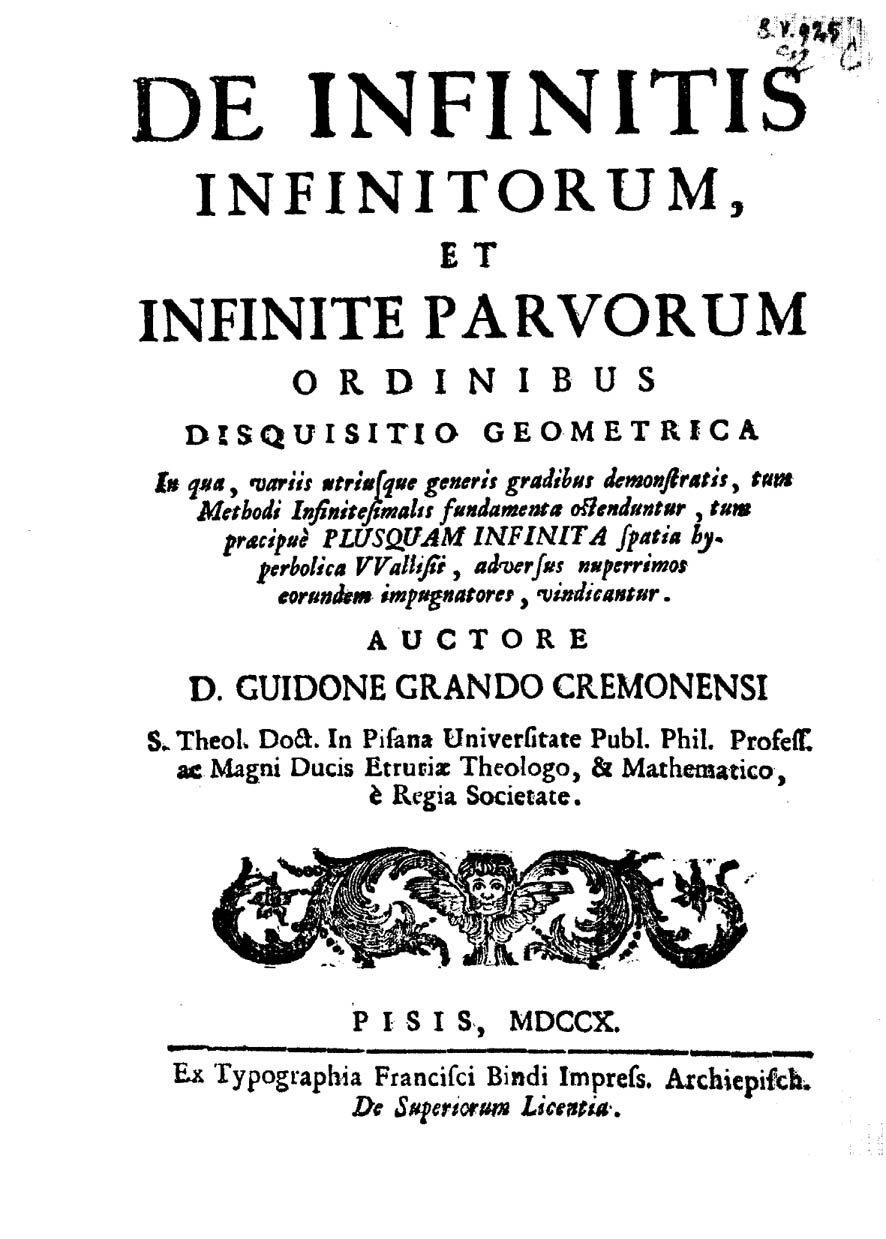
De infinitis infinitorum

Luigi Guido Grandi (* 1. Oktober 1671 in Cremona, Italien; † 4. Juli 1742 in Pisa) war ein italienischer Mathematiker und Kamaldulenser.

## Leben
Grandi wurde am Jesuiten-Kolleg in Cremona erzogen. 1687 wurde er Mitglied des Kamaldulenser-Ordens in Ferrara. 1693 wechselte er zum Kamaldulenser-Orden in Rom. Im darauffolgenden Jahr wurde er Lehrer für Philosophie und Theologie an einem Kloster in Florenz, ab 1700 in Rom, später in Pisa.
Bei einer Englandreise 1709 wurde er von dortigen Wissenschaftlern und auf Vorschlag von Isaac Newton zum Mitglied der Royal Society gewählt. 1714 wurde Grandi Professor für Mathematik an der Universität Pisa.
Grandi beschäftigte sich auch mit der alternierenden unendlichen Reihe {\displaystyle \sum _{k=0}^{\infty }(-1)^{k}} und stellte fest, dass man je nach Auswertungsreihenfolge den Wert Null oder Eins nehmen kann. Er ordnete ihr dann den Wert {\displaystyle 1/2} zu und begründete dies über die geometrische Reihe:
{\displaystyle \sum _{k=0}^{\infty }(-1)^{k}=1+(-1)+(-1)^{2}+(-1)^{3}+\cdots ={\frac {1}{1-(-1)}}={\frac {1}{2}}}.
Dies war für ihn ein Beweis, wie Gott die Welt aus dem Nichts erschaffen hat.
Zwar ist nach der mathematischen Konvergenztheorie, wie sie von Augustin Louis Cauchy (1789–1857) eingeführt wurde, die Folge der Partialsummen
{\displaystyle \sum _{k=0}^{n}x^{k}}
nur für {\displaystyle |x|<1} konvergent, jedoch konvergiert sie im Cesàro-Mittel gegen den von Grandi berechneten Wert {\displaystyle {\frac {1}{2}}}.